# Anton von Krosigk
Anton Ferdinand von Krosigk (né le 10 septembre 1820 à Gröna et mort le 25 décembre 1892 à Dessau) est un avocat administratif anhaltais. Il est administrateur d'arrondissement prussien et président du ministère d'État ducal de Saxe-Meiningen et plus tard d'Anhalt.

## Biographie
Anton von Krosigk, de confession protestante, est issu de la famille noble von Krosigk (de). Son père est le capitaine du château Anton Emil von Krosigk (de) et sa mère Albertine von Kerßenbrock (de) de la branche d'Helmsdorf. Ses frères comprennent Wilhelm von Krosigk (de). Krosigk étudie à l'Académie de chevalerie de Brandebourg-sur-la-Havel à partir de 1835, puis étudie le droit à Bonn et à Berlin. Depuis 1842, il est membre du corps Borussia Bonn
Après le départ d'Ernst von Friesen (de), Krosigk devint d'abord son successeur en tant qu'administrateur de l'arrondissement de Mansfeld-Montagne du district de Mersebourg dans la province prussienne de Saxe en 1850. En 1851, il reprend officiellement cette fonction, qu'il occupe jusqu'en 1861. En 1863, il reprend brièvement ses fonctions.
De septembre 1861 au 1er octobre 1864, il est véritable conseiller privé et ministre d'État, c'est-à-dire chef du gouvernement du duché de Saxe-Meiningen. Du 20 octobre 1866 à 1873, il est à nouveau ministre d'État en Saxe-Meiningen.
En 1875, il prend la présidence du ministère d'État ducal d'Anhalt. Il occupe ce poste jusqu'à sa mort en 1892.

## Famille
Le 7 octobre 1849, il se marie avec Marie von Schlieckmann (1827-1909), fille de l'avocat Heinrich von Schlieckmann (de). Elle survit à son mari et vit dans la Kaiserstrasse à Dessau. Leurs cinq enfants comprennent leur fils Eberhard von Krosigk (de) (1855-1932), né à Mansfeld alors qu'il est administrateur de l'arrondissement. Il devient lieutenant général prussien et chevalier légal de l'Ordre de Saint-Jean.
Son fils Dedo Anton (1852-1914) devient seigneur de Gröna et, le 15 juillet 1885, il se marie avec Martha Hedwig Helene von Dassel (de) (1857-1944), fille du Landstallmeister Gustav Adolph von Dassel (de).

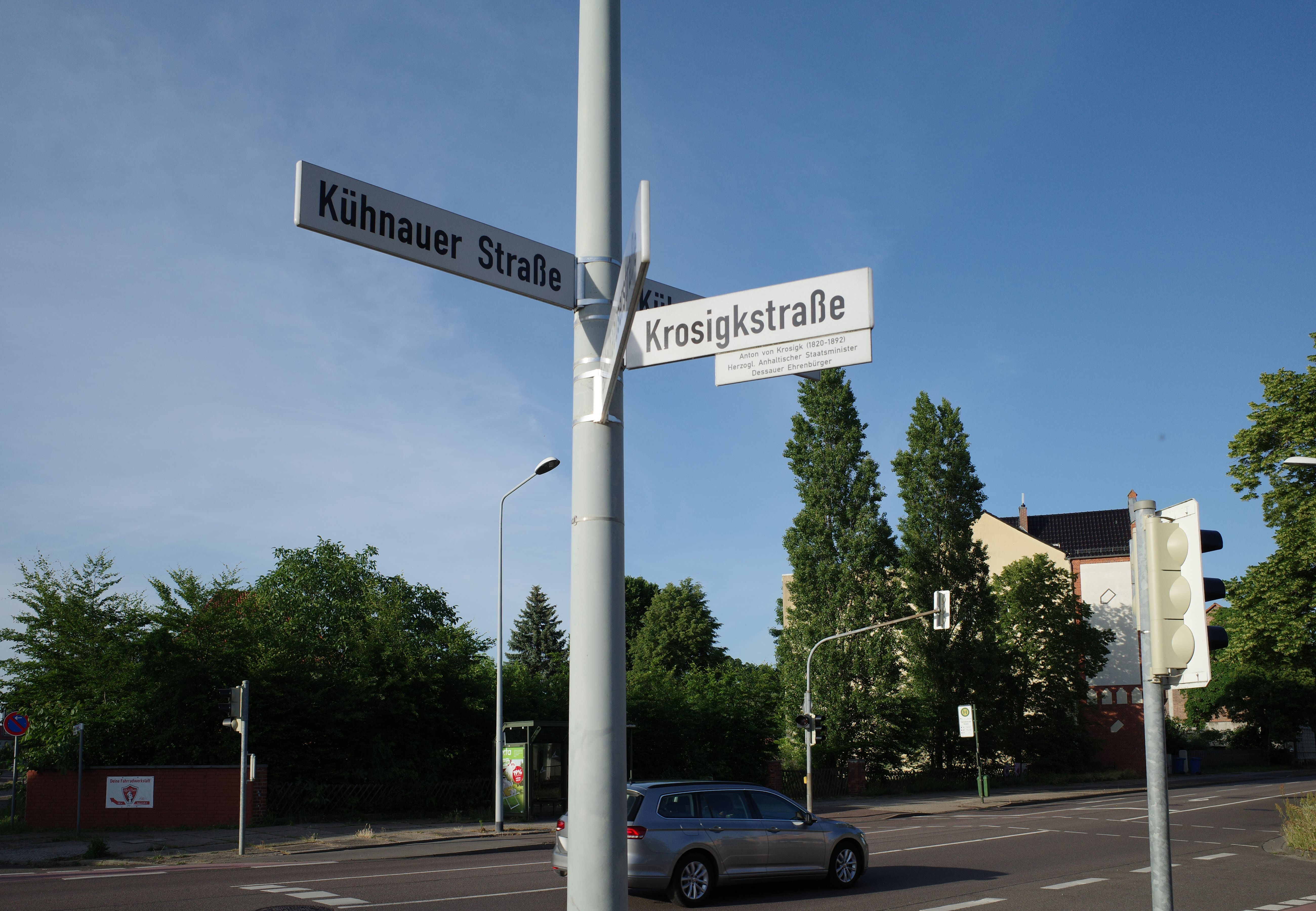
Krosigkstrasse à Dessau-Roßlau

## Honneurs
- Krosigkstrasse à Dessau-Roßlau
- Citoyen d'honneur de la ville de Dessau
- Grand-Croix de l'Ordre d'Albert l'Ours en 1871